# Капшагайский курган
Капшагайский курган — древний комплекс захоронений усуньского периода на левом берегу реки Или. Расположен на территории города Капшагай Алматинской области Казахстана. Датируется I в. до н. э. — II в. н. э.
Захоронения обнаружены в 1954 году Илийской археологической экспедицией под руководством Кемаля Акишева. В трёх курганах были проведены раскопки.
Комплекс состоит из пяти курганов. Средний диаметр курганов составляет 7—10 м, высота — 0,5 м. Погребённые тела ориентированы головой на запад. В одном из курганов захоронены два человека. Среди найденных в захоронениях предметов — деревянная посуда, бронзовые серьги (2 экз.), бусы (14 шт.), обломки глиняной посуды.